# رضوان بوشتوك
رضوان بوشتوك (مواليد 19 ديسمبر 1976) هو ملاكم مغربي، مثّل بلاده في الألعاب الأولمبية الصيفية في دورتي 2004 و2008.

## روابط خارجية
رضوان بوشتوك على موقع اللجنة الأولمبية الدولية (الإنجليزية)
- رضوان بوشتوك على موقع أوليمبيديا (الإنجليزية)